# 第六航空船
| 1927年5月、霞ケ浦 |                                                         |
| 艦歴              |                                                         |
| 発注              | 1925年6月                                               |
| 起工              |                                                         |
| 初飛行            | 1927年4月6日                                            |
| 就役              | 1927年6月20日                                           |
| 喪失              | 1927年10月23日                                          |
| 性能諸元          |                                                         |
| 重量              |                                                         |
| 体積              | 7,774 m3                                                |
| 全長              | 80.1 m                                                  |
| 全幅              | 13.55 m（最大直径 15 m）                                |
| 全高              | 18 m                                                    |
| 機関              | マイバッハIV型発動機 200 hp 2基                         |
| 速度              | 巡航 40ノット（74.08 km/h） 最大 56ノット（103.7 km/h） |
| 航続距離          | 613 nm（最大速度） 1,120 nm（30ノット）                 |
| 上昇限度          | 1,800 m                                                 |
| 乗員              | 7名                                                     |

第六航空船（だい6こうくうせん）は、日本海軍の軍用飛行船である。
イタリアのウンベルト・ノビレの設計した半硬式飛行船「N3」を1926年（大正15年）に購入したもので、ノルゲ号の姉妹船である。新聞ではN三号として報道されていた。
1927年（昭和2年）4月に完成したが同年10月に事故で失われた。

## 概要

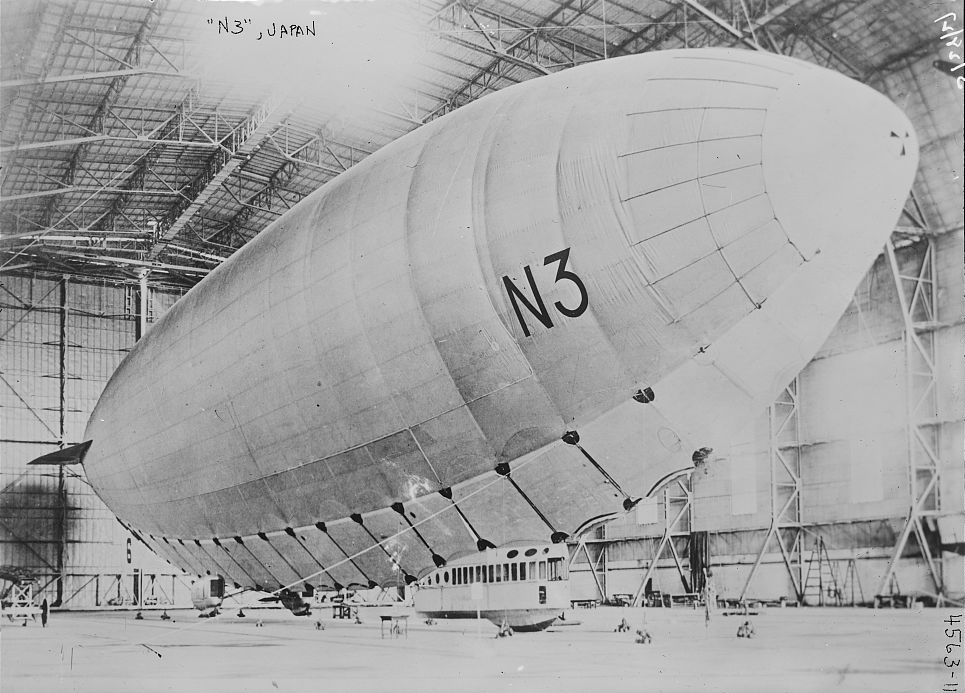
飛行船N3

第三航空船の爆発事故や第二航空船の老朽化などにより、飛行船訓練が十分に行えなくなると考えた日本海軍は、イタリアからN級半硬式飛行船を購入することを決定し、1925年（大正14年）6月に発注した。
N3と名付けられた飛行船は完成後分解、船積みされて1926年（大正15年）8月28日に横浜に到着し、その後陸路霞ヶ浦に運ばれて海軍に引き渡された。組み立てはイタリアから渡航した技師や設計者ノビレ少将も交えて行われ、1927年（昭和2年）4月に完了した。初飛行は4月6日であり、その後帝都訪問飛行などを行った後、6月20日に「第六航空船」と命名された。

### 機体喪失
同年10月22日、第六航空船は海軍大演習に参加して伊豆諸島に向けて夜間偵察などを行ったが、23日、八丈島付近からの帰路に強風に遭遇、燃料（ガソリン）を想定以上に消費して霞ヶ浦や横須賀に帰還する目処が立たなくなった。横須賀鎮守府と連絡を取りながら、神津島付近の上空で天候の回復を待つこととなったが、雷雲の接近により機体が乱高下したために不時着を決断。島の東南海岸に不時着させた。乗組員は飛行船を係留しようとしたがかなわず、飛行船は海上に吹き流された後爆発した。不時着時に崖から転び落ちた二等兵曹が負傷したが、死者はなかった。
設計者のノビレは、機体喪失を受けてローマで会見を行い、「状況から察すると、暴風に直面した航空船も乗組員も巧みにやっており、船長が不時着陸を命じて乗組員を救助したのは賢明な方法である」として、不時着が不可抗力であったことを指摘した。